# Bezzia lucida
Bezzia lucida är en tvåvingeart som först beskrevs av Meillon 1939.  Bezzia lucida ingår i släktet Bezzia och familjen svidknott.
Artens utbredningsområde är Kongo. Inga underarter finns listade i Catalogue of Life.